# Путц, Жозеф
Жозеф Путц (24 апреля 1895, Брюссель — 28 января 1945 , Грюссенайм) — французский военный деятель. Полковник. Участник Первой и Второй мировых войн. Боец интернациональных бригад во время Гражданской войны в Испании.

## Биография
После начала Первой мировой войны служил во французской пехоте в штурмовых отрядах. Участник нескольких сражений в Эльзасе. Позже служил в кавалерии, бронетанковых войсках. Окончил войну в звании лейтенанта. После демобилизации работал в Управлении по подготовке кадров в муниципальной администрации.
В начале Гражданской войны в Испании в 1936 году добровольцем вступил в интернациональные бригады для защиты республиканского правительства. Служил в 14-й интернациональной бригаде им. Марсельезы, командовал батальоном им. Анри Барбюса, затем сменил Кароля Сверчевского в качестве командира бригады и Альдо Моранди в качестве начальника штаба. Позже был командиром 1-го баскского дивизиона. Участник битвы при Бильбао в Стране Басков в июне 1937 года. Сражался в Теруэле, Мадриде и Гвадалахаре. Несколько раз был ранен. В чине подполковника интернациональных бригад вернулся во Францию. Затем переехал в Алжир, работал муниципальным чиновником.
Вторжение войск вермахта во Францию застало его в Африке. Мобилизованный, в звании капитана направлен во французские моторизованные подразделения в Северной Африке, однако быстрая капитуляция Франции не позволила ему сражаться с немцами. После высадки союзников в Северной Африке в 1942 году вместе с голлистами и испанскими республиканцами в изгнании участвовал в создании подразделения, которое сражалось против нацистов в Марокко. Командуя батальоном, продолжил свою деятельность в Тунисе в 1943 году. Его батальон был включен в 3-й батальон Чадского пехотного полка. Участвовал со своим подразделением в высадке союзников в Нормандии, освобождении Парижа и Страсбурга.
Погиб при разрыве снаряда в битве за Грюссенайм за несколько месяцев до окончания войны.

## Награды
- Военный крест (Франция) 1914—1918 (четырежды)
- Военный крест (Франция) 1939—1945 (четырежды)
- Офицер Ордена Почётного легиона
- Орден Освобождения (Франция)
- Медаль Сопротивления (Франция)